# Боян Николаев
Боян Николаев Попов е български преводач и езиковед.

## Биография
Роден е в семейството на поетесата Леда Милева и преводача Николай Попов. Внук е на големия поет Гео Милев. Следвал е българска и английска филология. Защитава докторска дисертация (к.ф.н.) под ръководството на проф. Любомир Андрейчин.
Работил е в Института за български език към БАН, Софийския университет „Климент Охридски“ (включително и във филиала в Благоевград, развит впоследствие като Югозападен университет „Неофит Рилски“). Чел е курсове по морфология на българския език и по съвременен български език.
Боян Николаев е езиковед, специалист по морфология, стилистика, лексикология, история на книжовния език, старобългарски език.
Превел е над петдесет книги от английски на български език, сред авторите на които са имена като Ърнест Хемингуей, Греъм Грийн, Стивън Кинг, Дийн Кунц, Клифърд Саймък, Рандъл Бейкър.

### Преводи
- (съвместен превод с Леда Милева) Даниел Стийл. Вината на Рафаела. София, 1992.
- Клифърд Саймък. Куклата на съдбата. София, 1993.
- Стивън Кинг. Проклятието. „Плеяда“, 1997.
- Дийн Кунц. Гръмотевичният дом. София, 1997.
- Дийн Кунц. Тик-так. „Плеяда“, 1998.
- Кърт Вонегът. Механично пиано. „Ера“, 2009.
- Майкъл Джордан. Митове от цял свят. „Плеяда“, 2011.

### Лингвистични трудове
- Българските числителни. София (първо издание: 1987; второ издание: 2001).